# جون وود (لاعب كريكت)
جون وود (22 يوليو 1970 - ) (بالإنجليزية: John Wood)‏ هو لاعب كريكت بريطاني. لعب مع Northern Cape (cricket team) ‏.